# Notolomatia conocephala
Notolomatia conocephala är en tvåvingeart som först beskrevs av Macquart 1840.  Notolomatia conocephala ingår i släktet Notolomatia och familjen svävflugor. Inga underarter finns listade i Catalogue of Life.